# Tuc del Coll Arenós
El Tuc del Coll Arenós o Tuc de Coll Arenós, és una muntanya que es troba en el terme municipal de la Vall de Boí, a la comarca de l'Alta Ribagorça, i dins del Parc Nacional d'Aigüestortes i Estany de Sant Maurici.

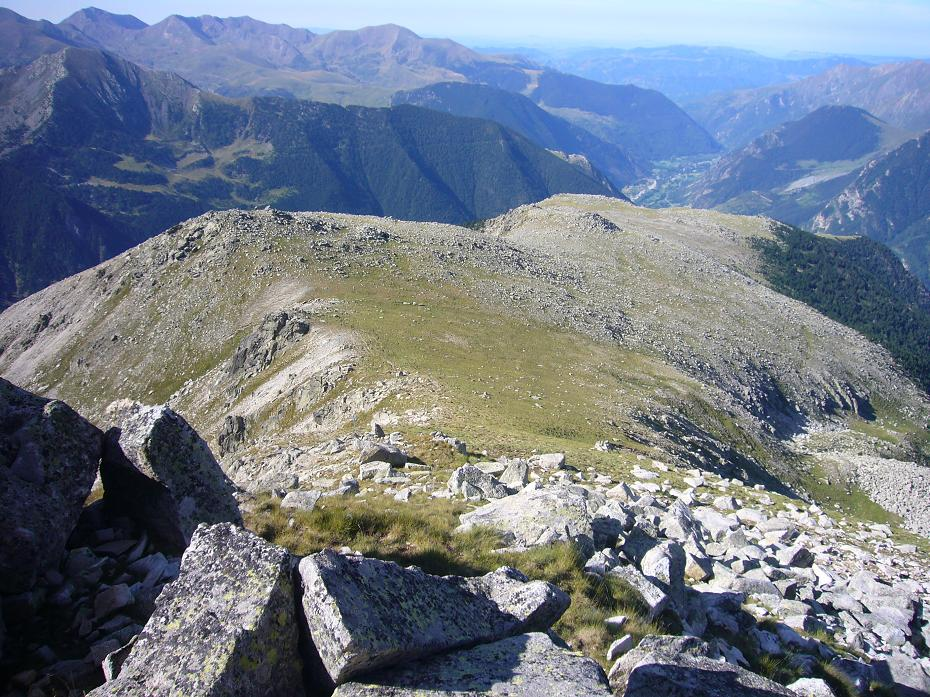
Tuc i Coll Arenós (a l'esquerra), i el Campo (dreta) vistos des dels Pics de Comaltes.

El pic, de 2.648,4 metres, s'alça a la carena que separa Comaltes (O) i Aigüissi (E); situat al sud del Coll Arenós.

## Rutes[2]
Des del km 18 de la carretera L-500, anant a buscar la carena del Serrat del Colomer al sud-est, i carenant cap al nord-est pel serrat i lo Campo.